# Зауан (Салаж)
Зауан (рум. Zăuan) насеље је у Румунији у округу Салаж у општини Ип. Oпштина се налази на надморској висини од 201 m.

## Становништво
Према подацима из 2002. године у насељу је живело 1053 становника.

### Попис2002.
| Расподела становништва по националности 2002.‍ | Расподела становништва по националности 2002.‍ | Расподела становништва по националности 2002.‍ | Расподела становништва по националности 2002.‍ | Расподела становништва по националности 2002.‍ |
| --------------------------------------------- | --------------------------------------------- | --------------------------------------------- | --------------------------------------------- | --------------------------------------------- |
|                                               |                                               |                                               |                                               |                                               |
| Румуни                                        | Румуни                                        |                                               | 33                                            | 3,2%                                          |
| Мађари                                        | Мађари                                        |                                               | 977                                           | 93,4%                                         |
| Роми                                          | Роми                                          |                                               | 36                                            | 3,4%                                          |